# Iolaus diaeus
Iolaus diaeus är en fjärilsart som beskrevs av William Chapman Hewitson 1865. Iolaus diaeus ingår i släktet Iolaus och familjen juvelvingar. Inga underarter finns listade i Catalogue of Life.

## Bildgalleri

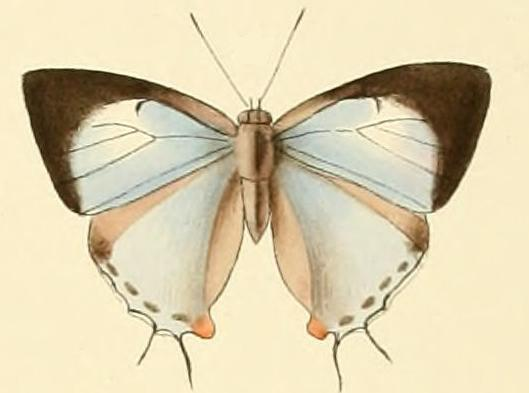